# 6282 Едвелда
6282 Едвелда (6282 Edwelda) — астероїд головного поясу, відкритий 9 жовтня 1980 року.
Тіссеранів параметр щодо Юпітера — 3,552.